# Nethoiulus usambaranus
Nethoiulus usambaranus är en mångfotingart som beskrevs av Jean-Paul Mauriès 1989. Nethoiulus usambaranus ingår i släktet Nethoiulus och familjen Stemmiulidae. Inga underarter finns listade i Catalogue of Life.